# Джаксънвил (Орегон)
Вижте пояснителната страница за други значения на Джаксънвил.
Джаксънвил (на английски: Jacksonville) е град в окръг Джаксън, щата Орегон, САЩ. Джаксънвил е с население от 2235 жители (2000) и обща площ от 4,7 km². Намира се на 478,23 m надморска височина. ZIP кодът му е 97530, а телефонният му код е 541.